# Henryk Michałowski
Henryk Michałowski (ur. 2 lutego 1927, zm. 9 stycznia 2017) – polski dowódca wojskowy, generał dywizji pilot Wojska Polskiego, dowódca Wojsk Lotniczych w latach 1972–1976.

## Życiorys
Syn Aleksandra (1889–1969) i Eugenii z domu Danieluk (1903–1982). Urodził się 2 lutego 1927 w Baranowiczach, w 1944 ukończył 10-letnią Szkołę im. Adama Mickiewicza w Baranowiczach uzyskując wykształcenie maturalne.
W 1948 roku ukończył teoretyczny kurs pilotażu szybowcowego i motorowego oraz praktyczny kurs szybowcowy kategorii B w Aeroklubie Gdańskim. Do służby wojskowej powołany został 14 października 1948. Początkowo służył w 9 Łużyckim pułku czołgów średnich w Szczecinie, jako strzelec karabinu maszynowego i kierowca-mechanik czołgu T-34.

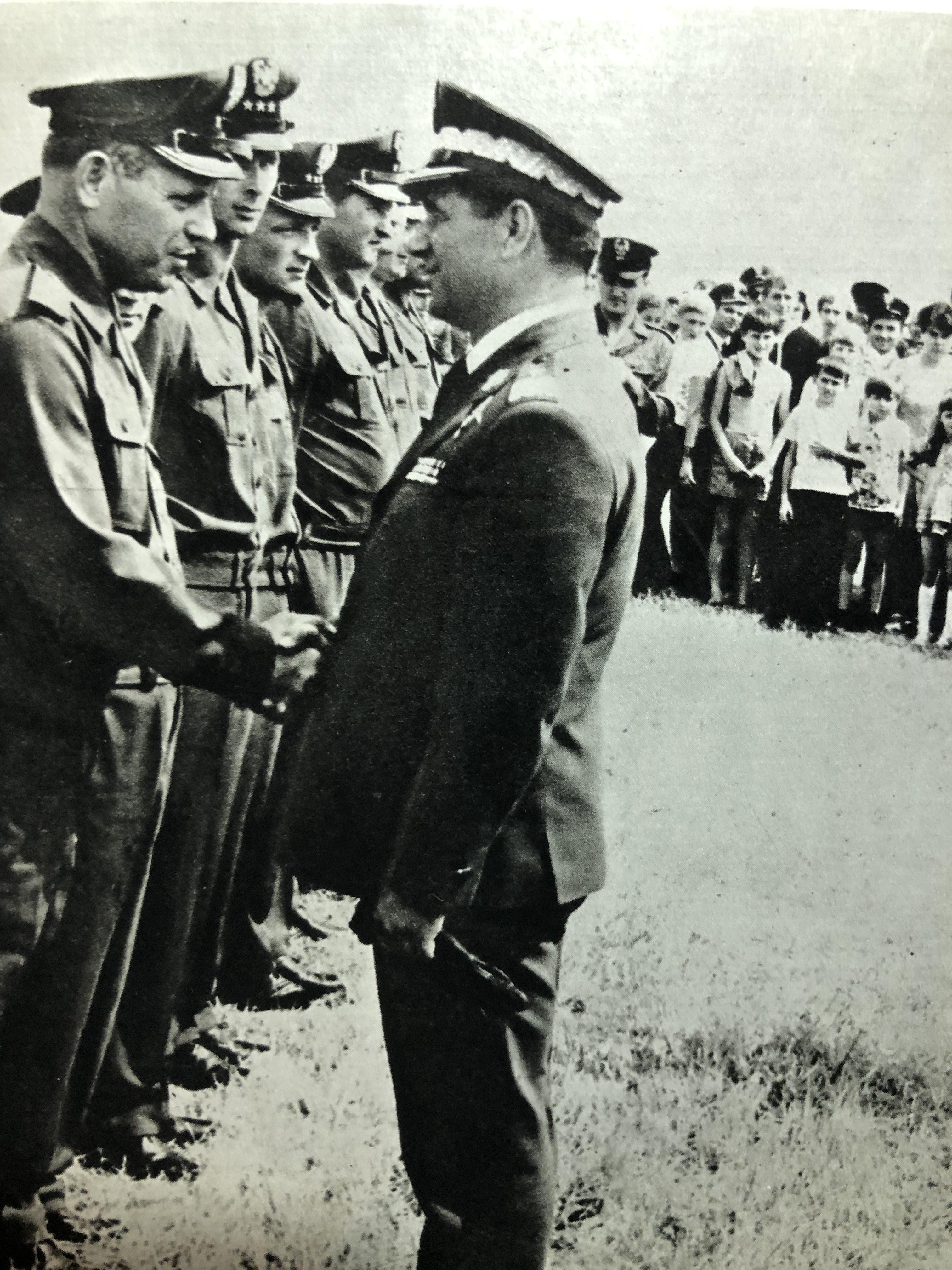
Dowódca Wojsk Lotniczych gen. pil. Henryk Michałowski gratuluje pilotom wykonania zadania lotniczego, 1973

W 1949 roku na własną prośbę rozpoczął naukę w Oficerskiej Szkole Lotniczej w Dęblinie. Uczelnię ukończył 15 lipca 1951 roku i został promowany na stopień podporucznika (aktu promocji dokonał komendant uczelni, płk Szczepan Ścibior).
W okresie późniejszym ukończył ponadto: kurs lotniczo–taktyczny dowódców pułków lotniczych w Centralnym Ośrodku Szkolenia Lotniczo-Taktycznego w Lipiecku (ZSRR) w roku 1956, Wojskową Akademię Sztabu Generalnego Sił Zbrojnych ZSRR im. Klimienta Woroszyłowa w Moskwie w roku 1965 oraz trzymiesięczny Wyższy Kurs Akademicki przy Wojskowej Akademii Sztabu Generalnego w Moskwie w roku 1973.
Po promocji pełnił służbę w 1. pułku lotnictwa myśliwskiego w Mińsku Mazowieckim sprawując kolejno stanowiska: pilota, starszego pilota, dowódcy klucza, a od 1953 roku – dowódcy eskadry. W latach 1954–1955 był pomocnikiem dowódcy 1. plm do spraw pilotażu. Od października 1956 roku był dowódcą 31. pułku lotnictwa myśliwskiego w Łasku. Od lipca 1958 pułk ten przemianowany został na 31. pułk szkolno-bojowy i wchodził w skład Oficerskiej Szkoły Lotniczej im. Żwirki i Wigury w Radomiu.
Od września 1961 roku był zastępcą komendanta ds. szkolenia, a od września 1962 roku do lipca 1963 komendantem Oficerskiej Szkoły Lotniczej w Radomiu.
W 1965 przeszedł do Wojsk Obrony Powietrznej Kraju. Od lipca 1965 był szefem lotnictwa myśliwskiego 2. Korpusu Obrony Powietrznej Kraju w Bydgoszczy, a od stycznia 1967 zastępcą dowódcy 3. Korpusu Obrony Powietrznej Kraju we Wrocławiu ds. liniowych. Od lipca 1967 roku pełnił obowiązki, a w latach 1968–1972 był dowódcą 3 Korpusu Obrony Powietrznej Kraju. Na tym stanowisku otrzymał 10 października 1969 roku stopień generała brygady. Nominację wręczył w Belwederze przewodniczący Rady Państwa PRL Marian Spychalski. W marcu 1972 roku objął stanowisko dowódcy Wojsk Lotniczych, które sprawował do sierpnia 1976 roku. Było to ukoronowanie jego kariery dowódczej. Awans na generała dywizji otrzymał 1 października 1974 roku. Nominację wręczył w Belwederze przewodniczący Rady Państwa PRL Henryk Jabłoński. Był głównym organizatorem defilady lotniczej, która odbyła się w Warszawie 22 lipca 1974.
W latach 1977–1984 był attaché wojskowym i lotniczym przy Ambasadzie PRL w Pradze. 17 grudnia 1986 przeszedł w stan spoczynku na podstawie rozkazu MON z 20 października 1986.
Pilot wojskowy I klasy. Jego nalot wynosił około 4000 godzin. Wykonywał loty na samolotach: UT-2, CSS-13, Jak-9, Jak-23, MiG-15, MiG-17, Lim-1, Lim-2, Lim-5 oraz TS-8 Bies.

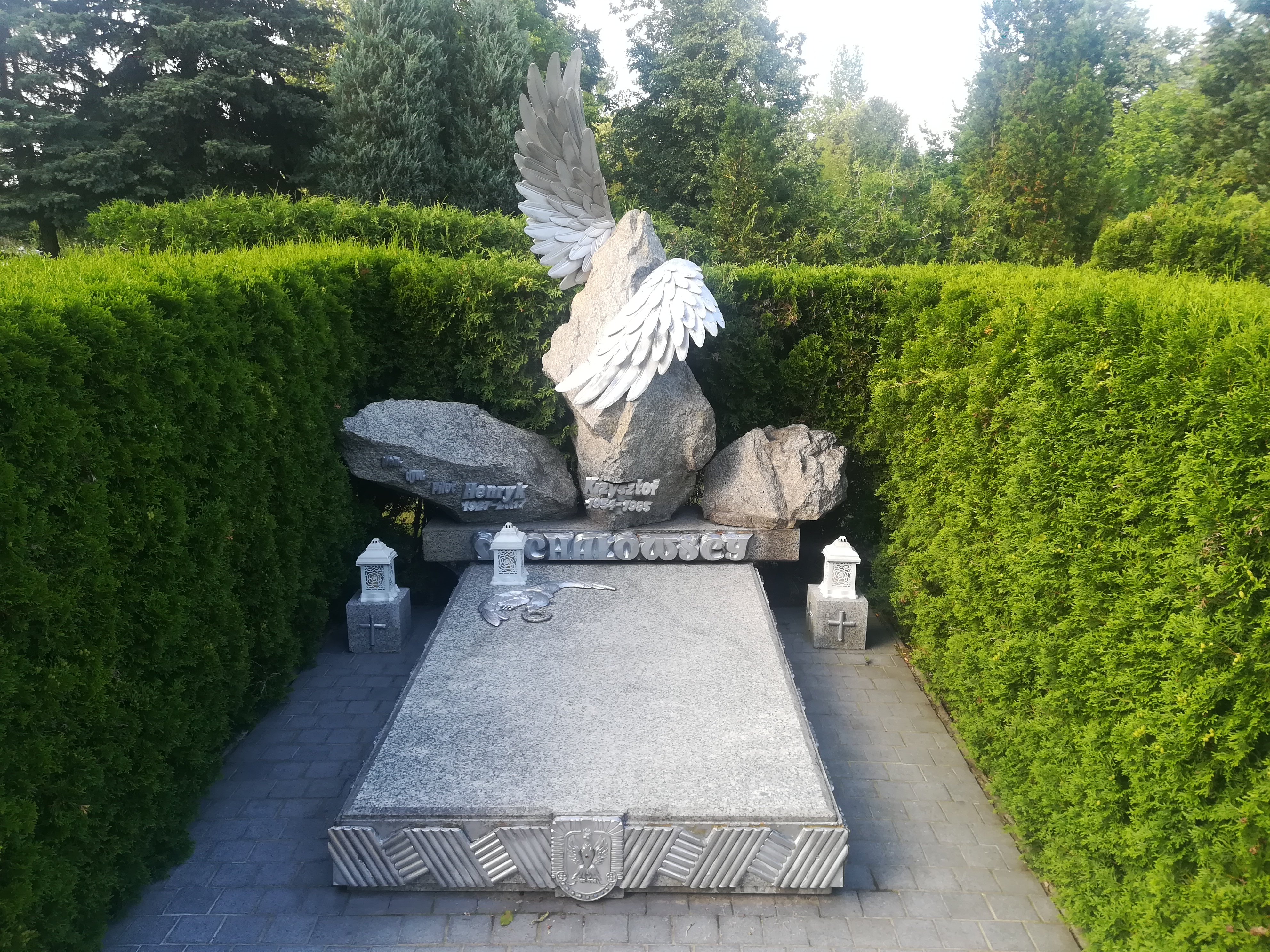
Grób gen. Henryka Michałowskiego i jego syna Krzysztofa na Cmentarzu Junikowo w Poznaniu

Uroczystości pogrzebowe odbyły się 17 stycznia 2017 na cmentarzu na Junikowie.

## Odznaczenie
- Order Sztandaru Pracy I klasy (1973)[3]
- Krzyż Oficerski Orderu Odrodzenia Polski (1968)
- Krzyż Kawalerski Orderu Odrodzenia Polski (1963)
- Srebrny Krzyże Zasługi (1954)
- Medal 30-lecia Polski Ludowej
- Medal 40-lecia Polski Ludowej
- Medal Komisji Edukacji Narodowej (1973)
- Złoty Medal „Siły Zbrojne w Służbie Ojczyzny”
- Srebrny Medal „Siły Zbrojne w Służbie Ojczyzny”
- Brązowy Medal „Siły Zbrojne w Służbie Ojczyzny”
- Złoty Medal „Za zasługi dla obronności kraju”
- Srebrny Medal „Za zasługi dla obronności kraju”
- Brązowy Medal „Za zasługi dla obronności kraju”
- Złota Odznaka „Zasłużony Działacz Kultury Fizycznej” (1973)[4]
- Odznaka "Zasłużony Pracownik Naftobudowy" (1973)[5]
- Order Przyjaźni Narodów (ZSRR, 1973)
- Medal jubileuszowy „Trzydziestolecia zwycięstwa w Wielkiej Wojnie Ojczyźnianej 1941–1945” (ZSRR, 1975)
- inne odznaczenia polskie i zagraniczne

## Awanse
- podporucznik – 1951
- porucznik – 1952
- kapitan – 1953
- major – 1957
- podpułkownik – 1960
- pułkownik – 1965
- generał brygady – 1969
- generał dywizji – 1974

## Życie prywatne
Mieszkał w Poznaniu. Od 1953 żonaty z Danutą z domu Siliwońską. Małżeństwo miało syna Krzysztofa (1954–1985) i córkę Ewę Małgorzatę (ur. 1958). Jego hobby było malarstwo i rzeźbiarstwo.